# Workin' Day and Night
Workin' Day and Night è una canzone scritta ed interpretata dal cantante statunitense Michael Jackson e inserita nell'album in studio Off the Wall del 1979 come terza traccia.

## Descrizione
Nonostante il brano non fu mai estratto come singolo, venne incluso come lato B dei singoli Rock with You e Off the Wall e in alcune raccolte quali King of Pop versione deluxe nel Regno Unito e Immortal, comparve nella colonna sonora di alcuni film e fu trasmessa per alcune settimane dalle radio.
Il brano fu incluso nella scaletta dei concerti dei Jacksons del Triumph Tour e del Victory Tour e di Michael Jackson del Bad World Tour e del Dangerous World Tour. Una particolarità del pezzo in versione dal vivo è che sulle ultime note il brano si lega tramite una "rullata" di timpani al brano Don't Stop 'til You Get Enough nel Triumph Tour e a Beat It nelle tournée successive.

## Tracce
- Workin' Day and Night (Album Version) - 5:14
- Workin' Day and Night (B-Side Edit) - 4:55
- Workin' Day and Night (Original Demo from 1978) - 4:20
inclusa nella Special Edition dell'album Off the Wall del 2001
- Workin' Day and Night (Live Version with The Jacksons) - 6:53
inclusa nell'album The Jacksons Live! dei Jacksons del 1981
- Workin' Day and Night (Immortal Version) - 3:36

## Composizione
La canzone fu scritta da Jackson per essere pubblicata in un primo momento come terzo singolo ma di fatto questa opzione fu scartata.
Ha un ritmo di 128 battiti al minuto, che lo rende uno dei brani più veloci nella carriera del cantante.